# 大人女子のアニメタイム
『大人女子のアニメタイム』（おとなじょしのアニメタイム）は、2011年と2013年にNHKにて放送されていた日本のテレビアニメシリーズ。

## 概要
主に30代・40代の女性をターゲットに、直木三十五賞（直木賞）を受賞している女性作家の短編小説をアニメ化したもの。女性の主人公役の声は有名女優が務めている。
2011年に総合テレビで第1作『川面を滑る風』を放送した後、2013年にはBSプレミアムにて第2弾の3作が放送される。

## ラインナップ

### 川面を滑る風
2011年1月6日の24:15から24:40にかけて総合テレビにて放送。

#### キャスト（川面を滑る風）
- 乃理子 - 田中美里
- 久夫 - 浜田賢二

#### スタッフ（川面を滑る風）
- 原作 - 唯川恵「川面を滑る風」（集英社文庫『病む月』所収）
- 監督 - 川又浩
- 脚本 - 吉田玲子
- 音楽 - 川上ミネ
  - 川上は2013年の3作でも音楽を担当。
- アニメーション制作 - アンサー・スタジオ

### 夕餉
2013年3月10日の22:50から23:15（以下3作とも同時刻）にかけてBSプレミアムにて放送。

#### キャスト（夕餉）
- 美々 - 中越典子
- 紘 - 浪川大輔
- 美々の妹 - 持月玲依
- 美々の夫 - 曽我部雅久

#### スタッフ（夕餉）
- 原作 - 山田詠美「夕餉」（文春文庫『風味絶佳』所収）
- 監督 - 高橋亨
- 脚本 - 金春智子
- キャラクターデザイン - 西村貴世
- アニメーション制作 - プロダクション リード

### 人生ベストテン
2013年3月17日放送。

#### キャスト（人生ベストテン）
- 鳩子 - 中谷美紀
- 有作 - 神谷浩史
- 桐木山花
- 鍋井まき子
- 三浦綾乃
- 増田隆之
- 恒吉梨絵

- 原作 - 角田光代「人生ベストテン」（講談社文庫『人生ベストテン』所収）
- 監督 - 三浦陽
- 脚本 - 吉田玲子
- キャラクターデザイン - 数井浩子
- アニメーション制作 - ボンズ

### どこかではないここ
2013年3月24日放送。

#### キャスト（どこかではないここ）
- 真穂 - 木村多江
- 山本文緒 - 福山潤
- 折笠愛
- 日野聡
- 中村千絵
- 吉田聖子

- 原作 - 山本文緒「どこかではないここ」（文春文庫『プラナリア』所収）
- 監督 - 村上匡宏
- 脚本 - 今井雅子
- キャラクターデザイン - 柳野龍男
- アニメーション制作 - ワオワールド